# The Tony Danza Tapdance Extravaganza
The Tony Danza Tapdance Extravaganza war eine US-amerikanische Mathcore-Band aus Murfreesboro, Tennessee.

## Geschichte
Die Band wurde 2004 gegründet und stand zuletzt bei Black Market Activities, einem Sublabel von Metal Blade Records, unter Vertrag.
Das Debütalbum The Tony Danza Tapdance Extravaganza erschien 2005 bei Corrosive Recordings. Kurz darauf unterschrieb die Band einen Vertrag bei Black Market Activities, wo die Band ihr zweites Album Danza II: Electric Boogaloo. Der Name ist eine Parodie des Albums Danzig II: Lucifuge von Danzig und des Films Breakin' 2: Electric Boogaloo.
Danach tourte die Band gemeinsam mit Bands wie Cattle Decapitation, Arsonists Get All the Girls, Veil of Maya, Full Blown Chaos, Despised Icon, The Acacia Strain, Beneath the Massacre, Unearth, See You Next Tuesday, The Red Chord, Shai Hulud, Psyopus, Lye By Mistake, A Life Once Lost, Chelsea Grin und Emmure.
2010 veröffentlichte die Band das dritte Album Danza III: The Series of Unfortunate Events; das vierte Album Danza IIII: The Alpha – The Omega folgte 2012. In diesem Jahr gab die Band auch ihre Trennung bekannt.

## Bandmitglieder
Die Band bestand zuletzt aus den drei Musikern Jessie Freeland (Gesang), Josh Travis (Gitarre, Bass) und Mike Bradley (Schlagzeug).
Ehemalige Bandmitglieder sind Brad Thomson (Gitarre), Layne Meylain (Gitarre), Mike Butler (Bass), Mason Crooks (Schlagzeug), Paul Simpson (Gitarre), Brandon Bateman (Schlagzeug), Brad Sexton (Schlagzeug) und Jimmy Rhodes (Schlagzeug).

## Bandname
Der Bandname lehnt sich am gleichnamigen Schauspieler an. Dieser humorvolle Bandname wird von älteren Konzertbesuchern häufig missverstanden, welche denken, dass Tony Danza persönlich auftritt.

## Diskografie
- 2005: The Tony Danza Tapdance Extravaganza (Corrosive Recordings)
- 2007: Danza II: Electric Boogaloo (Black Market Activities)
- 2010: Danza III: The Series of Unfortunate Events (Black Market Activities)
- 2012: Danza IIII: The Alpha – The Omega (Black Market Activities)